# تیگرا
تیگرا (انگلیسی: Tegra) شرکت املاک برزیلی است، که در سال ۲۰۰۸ تأسیس شد.